# Championnat du monde féminin de handball 2013
Cet article traite du championnat féminin 2013. Pour le championnat masculin, voir Championnat du monde masculin de handball 2013.
Navigation
Brésil 2011 Danemark 2015
La 21e édition du championnat du monde féminin de handball a été organisée par la Serbie du 6 au 22 décembre 2013 en collaboration avec la Fédération internationale de handball (IHF) et la Fédération serbe de handball. C'est la première fois qu'un championnat du monde se déroule en Serbie. La Serbie a été désignée en tant que pays hôte le 2 octobre 2010.
Le Brésil remporte son premier titre après une victoire face au pays hôte, la Serbie, sur le score de 22 à 20. Le Danemark complète le podium à la suite de sa victoire 30 à 26 face à la Pologne. La Norvège, tenante du titre, termine à la 5e place et la France, finaliste en 2011, à la 6e place.

## Présentation

### Villes organisatrices
Quatre villes de Serbie ont été choisies pour organiser l'édition, dans 5 salles différentes :
| Tour préliminaire                            | Tour préliminaire                       | Tour préliminaire                            |
| -------------------------------------------- | --------------------------------------- | -------------------------------------------- |
| Belgrade                                     | Zrenjanin                               | Niš                                          |
| Hala Pionir Capacité : 6 200 places          | Hall de Cristal Capacité : 2 800 places | Sportski centar Čair Capacité : 5 800 places |
|                                              |                                         |                                              |
| Tour préliminaire et phase finale            | Phase finale                            | Belgrade Zrenjanin Niš Novi Sad              |
| Novi Sad                                     | Belgrade                                | Belgrade Zrenjanin Niš Novi Sad              |
| Centre sportif SPENS Capacité : 8 000 places | Kombank Arena Capacité : 19 892 places  | Belgrade Zrenjanin Niš Novi Sad              |
|                                              |                                         | Belgrade Zrenjanin Niš Novi Sad              |

### Équipes qualifiées
| Pays organisateur (2013) - Serbie (Pays hôte). Championne du monde en titre (2011) - Norvège (Vainqueur au Championnat du monde 2011). Zone Afrique - Angola (Vainqueur au Championnat d'Afrique 2012). - Tunisie (Finaliste au Championnat d'Afrique 2012). - RD Congo (3e place au Championnat d'Afrique 2012). - Algérie (4e place au Championnat d'Afrique 2012). | Zone Europe - Monténégro (Vainqueur au Championnat d'Europe 2012). - Hongrie (3e place au Championnat d'Europe 2012). - Danemark (vainqueur en qualifications) - Rép. tchèque (vainqueur en qualifications) - Espagne (vainqueur en qualifications) - Pays-Bas (vainqueur en qualifications) - Roumanie (vainqueur en qualifications) - Allemagne (vainqueur en qualifications) - Pologne (vainqueur en qualifications) - France (vainqueur en qualifications) | Zone Asie - Corée du Sud (Vainqueur au Championnat d'Asie 2012). - Chine (Finaliste au Championnat d'Asie 2012). - Japon (3e place au Championnat d'Asie 2012). Zone Amériques - Brésil (Vainqueur au Championnat panaméricain 2013). - Argentine (Finaliste au Championnat panaméricain 2013). - Rép. dominicaine (3e place au Championnat panaméricain 2013). - Paraguay (4e place au Championnat panaméricain 2013). Zone Océanie - Australie (Vainqueur au Championnat d'Océanie 2013). |

### Qualifications de la zone Europe
Huit places pour les équipes nationales participantes au championnat du monde 2013 sont réservées aux vainqueurs des barrages de la zone Europe dont le tirage a eu lieu le 16 décembre 2012. La manche aller se déroule le week-end du 1er au 2 juin, et la manche retour les 8 et 9 juin.
| Équipe 1 (match aller) | Résultats cumulés | Équipe 2 (match retour) | Score aller | Score retour |
| ---------------------- | ----------------- | ----------------------- | ----------- | ------------ |
| Turquie                | 50 – 73           | Danemark                | 24 – 42     | 26 – 31      |
| Islande                | 38 – 55           | Tchéquie                | 17 – 29     | 21 – 26      |
| Macédoine du Nord      | 37 – 54           | Espagne                 | 21 – 27     | 16 – 27      |
| Pays-Bas               | 59 – 48           | Russie                  | 26 – 27     | 33 – 21      |
| Slovaquie              | 43 – 53           | Roumanie                | 21 – 23     | 22 – 30      |
| Allemagne              | 49 – 38           | Ukraine                 | 24 – 16     | 25 – 22      |
| Suède                  | 54 – 58           | Pologne                 | 23 – 26     | 31 – 32      |
| France                 | 48 – 44           | Croatie                 | 18 – 18     | 30 – 26      |

Pour les résultats détaillés, voir (en) « 2013 Women's World Championship Play Off - Europe »(Archive.org • Wikiwix • Archive.is • Google • Que faire ?), sur Site officiel de l'EHF (consulté le 16 décembre 2013).

### Tirage au sort
Les 24 équipes qualifiées sont réparties en 6 pots :
| Pot 1      | Pot 2     | Pot 3    | Pot 4        | Pot 5     | Pot 6            |
| ---------- | --------- | -------- | ------------ | --------- | ---------------- |
| Norvège    | Pays-Bas  | Angola   | Corée du Sud | Tunisie   | Rép. dominicaine |
| Monténégro | Brésil    | France   | Espagne      | RD Congo  | Paraguay         |
| Hongrie    | Allemagne | Serbie   | Rép. tchèque | Japon     | Algérie          |
| Danemark   | Pologne   | Roumanie | Chine        | Argentine | Australie        |

La répartition des équipes est alors :
- Poule A :  Rép. dominicaine,  RD Congo,  Corée du Sud,  France,  Pays-Bas,  Monténégro
- Poule B :  Algérie,  Japon,  Chine,  Serbie,  Brésil,  Danemark
- Poule C :  Paraguay,  Argentine,  Espagne,  Angola,  Pologne,  Norvège
- Poule D :  Australie,  Tunisie,  Rép. tchèque,  Roumanie,  Allemagne,  Hongrie

## Tour préliminaire

### Groupe A
|  | Équipes qualifiées |  | Équipes éliminées |

| Poule A (Belgrade) |                  |     |   |   |   |   |     |     |      |     |
|                    | Équipe           | Pts | J | G | N | P | BP  | BC  | Diff | Dép |
| 1                  | France           | 10  | 5 | 5 | 0 | 0 | 125 | 80  | +45  |     |
| 2                  | Monténégro       | 8   | 5 | 4 | 0 | 1 | 135 | 92  | +43  |     |
| 3                  | Corée du Sud     | 6   | 5 | 3 | 0 | 2 | 158 | 117 | +41  |     |
| 4                  | Pays-Bas         | 4   | 5 | 2 | 0 | 3 | 147 | 121 | +26  |     |
| 5                  | RD Congo         | 2   | 5 | 1 | 0 | 4 | 86  | 155 | -69  |     |
| 6                  | Rép. dominicaine | 0   | 5 | 0 | 0 | 5 | 92  | 178 | -86  |     |

| 7 déc - 14:45  | Monténégro   | 24 | 22 | Corée du Sud     |
| 7 déc - 17:00  | France       | 31 | 13 | RD Congo         |
| 7 déc - 19:15  | Pays-Bas     | 44 | 21 | Rép. dominicaine |
| 8 déc - 16:00  | Pays-Bas     | 26 | 29 | Corée du Sud     |
| 8 déc - 18:15  | Monténégro   | 35 | 9  | RD Congo         |
| 8 déc - 20:30  | France       | 27 | 10 | Rép. dominicaine |
| 10 déc - 16:00 | Corée du Sud | 34 | 20 | RD Congo         |
| 10 déc - 18:15 | Monténégro   | 33 | 19 | Rép. dominicaine |
| 10 déc - 20:30 | Pays-Bas     | 19 | 23 | France           |
| 11 déc - 16:00 | Corée du Sud | 51 | 20 | Rép. dominicaine |
| 11 déc - 18:15 | Pays-Bas     | 33 | 21 | RD Congo         |
| 11 déc - 20:30 | Monténégro   | 16 | 17 | France           |
| 13 déc - 16:15 | RD Congo     | 23 | 22 | Rép. dominicaine |
| 13 déc - 18:30 | France       | 27 | 22 | Corée du Sud     |
| 13 déc - 20:45 | Monténégro   | 27 | 25 | Pays-Bas         |

### Groupe B
| Poule B (Niš) |          |     |   |   |   |   |     |     |      |     |
|               | Équipe   | Pts | J | G | N | P | BP  | BC  | Diff | Dép |
| 1             | Brésil   | 10  | 5 | 5 | 0 | 0 | 142 | 102 | +40  |     |
| 2             | Serbie   | 8   | 5 | 4 | 0 | 1 | 140 | 105 | +35  |     |
| 3             | Danemark | 6   | 5 | 3 | 0 | 2 | 151 | 112 | +39  |     |
| 4             | Japon    | 4   | 5 | 2 | 0 | 3 | 136 | 131 | +5   |     |
| 5             | Chine    | 2   | 5 | 1 | 0 | 4 | 114 | 168 | -54  |     |
| 6             | Algérie  | 0   | 5 | 0 | 0 | 5 | 102 | 167 | -65  |     |

| 6 déc - 18:00  | Serbie   | 28 | 26 | Japon   |
| 7 déc - 18:00  | Brésil   | 36 | 20 | Algérie |
| 7 déc - 20:15  | Danemark | 44 | 21 | Chine   |
| 8 déc - 15:45  | Brésil   | 34 | 21 | Chine   |
| 8 déc - 18:00  | Serbie   | 34 | 14 | Algérie |
| 8 déc - 20:15  | Danemark | 29 | 25 | Japon   |
| 10 déc - 15:45 | Chine    | 27 | 33 | Japon   |
| 10 déc - 18:00 | Brésil   | 25 | 23 | Serbie  |
| 10 déc - 20:15 | Danemark | 38 | 20 | Algérie |
| 11 déc - 15:45 | Brésil   | 24 | 20 | Japon   |
| 11 déc - 18:00 | Chine    | 27 | 25 | Algérie |
| 11 déc - 20:15 | Danemark | 22 | 23 | Serbie  |
| 13 déc - 15:45 | Japon    | 32 | 23 | Algérie |
| 13 déc - 18:00 | Serbie   | 32 | 18 | Chine   |
| 13 déc - 20:15 | Danemark | 18 | 23 | Brésil  |

### Groupe C
| Poule C (Zrenjanin) |           |     |   |   |   |   |     |     |      |     |
|                     | Équipe    | Pts | J | G | N | P | BP  | BC  | Diff | Dép |
| 1                   | Norvège   | 10  | 5 | 5 | 0 | 0 | 142 | 90  | +52  |     |
| 2                   | Espagne   | 8   | 5 | 4 | 0 | 1 | 130 | 91  | +39  |     |
| 3                   | Pologne   | 6   | 5 | 3 | 0 | 2 | 141 | 95  | +46  |     |
| 4                   | Angola    | 4   | 5 | 2 | 0 | 3 | 135 | 123 | +12  |     |
| 5                   | Argentine | 2   | 5 | 1 | 0 | 4 | 102 | 141 | -39  |     |
| 6                   | Paraguay  | 0   | 5 | 0 | 0 | 5 | 55  | 165 | -110 |     |

| 7 déc - 15:45  | Angola    | 33 | 23 | Argentine |
| 7 déc - 18:00  | Pologne   | 40 | 6  | Paraguay  |
| 7 déc - 20:15  | ' Norvège | 22 | 20 | Espagne   |
| 9 déc - 15:45  | Angola    | 37 | 12 | Paraguay  |
| 9 déc - 18:00  | Pologne   | 20 | 26 | Espagne   |
| 9 déc - 20:15  | Norvège   | 37 | 18 | Argentine |
| 10 déc - 15:45 | Pologne   | 32 | 23 | Angola    |
| 10 déc - 18:00 | Espagne   | 25 | 19 | Argentine |
| 10 déc - 20:15 | Norvège   | 34 | 13 | Paraguay  |
| 12 déc - 15:45 | Espagne   | 29 | 9  | Paraguay  |
| 12 déc - 18:00 | Pologne   | 31 | 17 | Argentine |
| 12 déc - 20:15 | Norvège   | 26 | 21 | Angola    |
| 13 déc - 15:45 | Argentine | 25 | 15 | Paraguay  |
| 13 déc - 18:00 | Espagne   | 30 | 21 | Angola    |
| 13 déc - 20:15 | Norvège   | 23 | 18 | Pologne   |

### Groupe D
| Poule D (Novi Sad) |              |     |   |   |   |   |     |     |      |     |
|                    | Équipe       | Pts | J | G | N | P | BP  | BC  | Diff | Dép |
| 1                  | Allemagne    | 10  | 5 | 5 | 0 | 0 | 152 | 116 | +36  |     |
| 2                  | Roumanie     | 8   | 5 | 4 | 0 | 1 | 132 | 96  | +36  |     |
| 3                  | Hongrie      | 6   | 5 | 3 | 0 | 2 | 143 | 114 | +29  |     |
| 4                  | Rép. tchèque | 4   | 5 | 2 | 0 | 3 | 144 | 135 | +9   |     |
| 5                  | Tunisie      | 2   | 5 | 1 | 0 | 4 | 109 | 122 | -13  |     |
| 6                  | Australie    | 0   | 5 | 0 | 0 | 5 | 68  | 165 | -93  |     |

| 7 déc - 14:45  | Hongrie      | 35 | 27 | Rép. tchèque |
| 7 déc - 17:00  | Allemagne    | 36 | 15 | Australie    |
| 7 déc - 19:15  | Roumanie     | 27 | 17 | Tunisie      |
| 9 déc - 14:45  | Hongrie      | 26 | 24 | Tunisie      |
| 9 déc - 17:00  | Allemagne    | 37 | 32 | Rép. tchèque |
| 9 déc - 19:15  | Roumanie     | 32 | 13 | Australie    |
| 10 déc - 14:45 | Rép. tchèque | 28 | 24 | Tunisie      |
| 10 déc - 17:00 | Allemagne    | 26 | 23 | Roumanie     |
| 10 déc - 19:15 | Hongrie      | 39 | 15 | Australie    |
| 12 déc - 14:15 | Rép. tchèque | 34 | 10 | Australie    |
| 12 déc - 17:00 | Allemagne    | 26 | 20 | Tunisie      |
| 12 déc - 19:15 | Hongrie      | 17 | 21 | Roumanie     |
| 13 déc - 14:45 | Tunisie      | 24 | 15 | Australie    |
| 13 déc - 17:00 | Hongrie      | 26 | 27 | Allemagne    |
| 13 déc - 19:15 | Roumanie     | 29 | 23 | Rép. tchèque |

## Phase finale
|  | Huitièmes de finale          | Huitièmes de finale          |          |                              | Quarts de finale             | Quarts de finale             |    |  | Demi-finales                 | Demi-finales                 |  |  | Finale                       | Finale                       |
|  | Huitièmes de finale          | Huitièmes de finale          |          |                              | Quarts de finale             | Quarts de finale             |    |  | Demi-finales                 | Demi-finales                 |  |  | Finale                       | Finale                       |
|  |                              |                              |          |                              |                              |                              |    |  |                              |                              |  |  |                              |                              |
|  | 16 décembre 2013, à Belgrade | 16 décembre 2013, à Belgrade |          |                              | 18 décembre 2013, à Belgrade | 18 décembre 2013, à Belgrade |    |  | 20 décembre 2013, à Belgrade | 20 décembre 2013, à Belgrade |  |  | 22 décembre 2013, à Belgrade | 22 décembre 2013, à Belgrade |
|  | 16 décembre 2013, à Belgrade | 16 décembre 2013, à Belgrade |          |                              | 18 décembre 2013, à Belgrade | 18 décembre 2013, à Belgrade |    |  | 20 décembre 2013, à Belgrade | 20 décembre 2013, à Belgrade |  |  | 22 décembre 2013, à Belgrade | 22 décembre 2013, à Belgrade |
|  | Brésil                       | 29                           |          |                              | 18 décembre 2013, à Belgrade | 18 décembre 2013, à Belgrade |    |  | 20 décembre 2013, à Belgrade | 20 décembre 2013, à Belgrade |  |  | 22 décembre 2013, à Belgrade | 22 décembre 2013, à Belgrade |
|  | Brésil                       | 29                           |          |                              | 18 décembre 2013, à Belgrade | 18 décembre 2013, à Belgrade |    |  | 20 décembre 2013, à Belgrade | 20 décembre 2013, à Belgrade |  |  | 22 décembre 2013, à Belgrade | 22 décembre 2013, à Belgrade |
|  | Pays-Bas                     | 23                           |          |                              | 18 décembre 2013, à Belgrade | 18 décembre 2013, à Belgrade |    |  | 20 décembre 2013, à Belgrade | 20 décembre 2013, à Belgrade |  |  | 22 décembre 2013, à Belgrade | 22 décembre 2013, à Belgrade |
|  | Pays-Bas                     | 23                           | Brésil   | 33ap                         |                              |                              |    |  | 20 décembre 2013, à Belgrade | 20 décembre 2013, à Belgrade |  |  | 22 décembre 2013, à Belgrade | 22 décembre 2013, à Belgrade |
|  | 16 décembre 2013, à Novi Sad |                              | Brésil   | 33ap                         |                              |                              |    |  | 20 décembre 2013, à Belgrade | 20 décembre 2013, à Belgrade |  |  | 22 décembre 2013, à Belgrade | 22 décembre 2013, à Belgrade |
|  |                              | Hongrie                      | 31       |                              |                              |                              |    |  | 20 décembre 2013, à Belgrade | 20 décembre 2013, à Belgrade |  |  | 22 décembre 2013, à Belgrade | 22 décembre 2013, à Belgrade |
|  | Espagne                      | Hongrie                      | 31       | 21                           |                              |                              |    |  | 20 décembre 2013, à Belgrade | 20 décembre 2013, à Belgrade |  |  | 22 décembre 2013, à Belgrade | 22 décembre 2013, à Belgrade |
|  | Espagne                      | 18 décembre 2013, à Novi Sad |          | 21                           |                              |                              |    |  | 20 décembre 2013, à Belgrade | 20 décembre 2013, à Belgrade |  |  | 22 décembre 2013, à Belgrade | 22 décembre 2013, à Belgrade |
|  | Hongrie                      | 28                           |          |                              |                              |                              |    |  | 20 décembre 2013, à Belgrade | 20 décembre 2013, à Belgrade |  |  | 22 décembre 2013, à Belgrade | 22 décembre 2013, à Belgrade |
|  | Hongrie                      | 28                           | Brésil   | 27                           |                              |                              |    |  |                              |                              |  |  | 22 décembre 2013, à Belgrade | 22 décembre 2013, à Belgrade |
|  | 15 décembre 2013, à Belgrade |                              | Brésil   | 27                           |                              |                              |    |  |                              |                              |  |  | 22 décembre 2013, à Belgrade | 22 décembre 2013, à Belgrade |
|  |                              | Danemark                     | 21       |                              |                              |                              |    |  |                              |                              |  |  | 22 décembre 2013, à Belgrade | 22 décembre 2013, à Belgrade |
|  | Monténégro                   | Danemark                     | 21       | 21                           |                              |                              |    |  |                              |                              |  |  | 22 décembre 2013, à Belgrade | 22 décembre 2013, à Belgrade |
|  | Monténégro                   | 20 décembre 2013, à Belgrade |          | 21                           |                              |                              |    |  |                              |                              |  |  | 22 décembre 2013, à Belgrade | 22 décembre 2013, à Belgrade |
|  | Danemark                     | 22                           |          |                              |                              |                              |    |  |                              |                              |  |  | 22 décembre 2013, à Belgrade | 22 décembre 2013, à Belgrade |
|  | Danemark                     | 22                           | Danemark | 31                           |                              |                              |    |  |                              |                              |  |  | 22 décembre 2013, à Belgrade | 22 décembre 2013, à Belgrade |
|  | 15 décembre 2013, à Novi Sad |                              | Danemark | 31                           |                              |                              |    |  |                              |                              |  |  | 22 décembre 2013, à Belgrade | 22 décembre 2013, à Belgrade |
|  |                              | Allemagne                    | 28       |                              |                              |                              |    |  |                              |                              |  |  | 22 décembre 2013, à Belgrade | 22 décembre 2013, à Belgrade |
|  | Allemagne                    | Allemagne                    | 28       | 29                           |                              |                              |    |  |                              |                              |  |  | 22 décembre 2013, à Belgrade | 22 décembre 2013, à Belgrade |
|  | Allemagne                    | 18 décembre 2013, à Novi Sad |          | 29                           |                              |                              |    |  |                              |                              |  |  | 22 décembre 2013, à Belgrade | 22 décembre 2013, à Belgrade |
|  | Angola                       | 21                           |          |                              |                              |                              |    |  |                              |                              |  |  | 22 décembre 2013, à Belgrade | 22 décembre 2013, à Belgrade |
|  | Angola                       | 21                           | Brésil   | 22                           |                              |                              |    |  |                              |                              |  |  |                              |                              |
|  | 15 décembre 2013, à Belgrade |                              | Brésil   | 22                           |                              |                              |    |  |                              |                              |  |  |                              |                              |
|  |                              | Serbie                       | 20       |                              |                              |                              |    |  |                              |                              |  |  |                              |                              |
|  | France                       | Serbie                       | 20       | 27                           |                              |                              |    |  |                              |                              |  |  |                              |                              |
|  | France                       |                              |          | 27                           |                              |                              |    |  |                              |                              |  |  |                              |                              |
|  | Japon                        | 19                           |          |                              |                              |                              |    |  |                              |                              |  |  |                              |                              |
|  | Japon                        | 19                           | France   | 21                           |                              |                              |    |  |                              |                              |  |  |                              |                              |
|  | 15 décembre 2013, à Novi Sad |                              | France   | 21                           |                              |                              |    |  |                              |                              |  |  |                              |                              |
|  |                              | Pologne                      | 22       |                              |                              |                              |    |  |                              |                              |  |  |                              |                              |
|  | Roumanie                     | Pologne                      | 22       | 29                           |                              |                              |    |  |                              |                              |  |  |                              |                              |
|  | Roumanie                     | 18 décembre 2013, à Belgrade |          | 29                           |                              |                              |    |  |                              |                              |  |  |                              |                              |
|  | Pologne                      | 31                           |          |                              |                              |                              |    |  |                              |                              |  |  |                              |                              |
|  | Pologne                      | 31                           | Pologne  | 18                           |                              |                              |    |  |                              |                              |  |  |                              |                              |
|  | 16 décembre 2013, à Belgrade |                              | Pologne  | 18                           |                              |                              |    |  |                              |                              |  |  |                              |                              |
|  |                              | Serbie                       | 24       |                              |                              |                              |    |  |                              |                              |  |  |                              |                              |
|  | Serbie                       | Serbie                       | 24       | 28                           |                              |                              |    |  |                              |                              |  |  |                              |                              |
|  | Serbie                       |                              |          | 28                           |                              |                              |    |  |                              |                              |  |  |                              |                              |
|  | Corée du Sud                 | 27                           |          | Match pour la 3e place       | Match pour la 3e place       |                              |    |  |                              |                              |  |  |                              |                              |
|  | Corée du Sud                 | 27                           | Serbie   | Match pour la 3e place       | Match pour la 3e place       | 28                           |    |  |                              |                              |  |  |                              |                              |
|  | 16 décembre 2013, à Novi Sad | 16 décembre 2013, à Novi Sad | Serbie   | 22 décembre 2013, à Belgrade | 22 décembre 2013, à Belgrade | 28                           |    |  |                              |                              |  |  |                              |                              |
|  | 16 décembre 2013, à Novi Sad | 16 décembre 2013, à Novi Sad |          | 22 décembre 2013, à Belgrade | 22 décembre 2013, à Belgrade | Norvège                      | 25 |  |                              |                              |  |  |                              |                              |
|  | Norvège                      | 31                           | Danemark | 30                           |                              | Norvège                      | 25 |  |                              |                              |  |  |                              |                              |
|  | Norvège                      | 31                           | Danemark | 30                           |                              |                              |    |  |                              |                              |  |  |                              |                              |
|  | Rép. tchèque                 | 21                           |          | Pologne                      | 26                           |                              |    |  |                              |                              |  |  |                              |                              |
|  | Rép. tchèque                 | 21                           |          | Pologne                      | 26                           |                              |    |  |                              |                              |  |  |                              |                              |

### Huitièmes de finale
| 16 décembre 2013 18h00 (UTC) | Brésil                 | 29-23   | Pays-Bas        | Kombank Arena, Belgrade Affluence : 300 Arbitrage : Peter Horvath, Balazs Marton |
| 16 décembre 2013 18h00 (UTC) | Ana Paula Rodrigues, 7 | (16-14) | Lois Abbingh, 7 | Kombank Arena, Belgrade Affluence : 300 Arbitrage : Peter Horvath, Balazs Marton |
| 16 décembre 2013 18h00 (UTC) | ×3 ×5                  | Rapport | ×3 ×7 ×1        | Kombank Arena, Belgrade Affluence : 300 Arbitrage : Peter Horvath, Balazs Marton |

| 16 décembre 2013 17h30 (UTC) | Espagne        | 21-28   | Hongrie          | Centre sportif SPENS, Novi Sad Affluence : 1 500 Arbitrage : Anders Birch, Dennis Stenrand |
| 16 décembre 2013 17h30 (UTC) | Marta López, 7 | (12-17) | Anita Görbicz, 6 | Centre sportif SPENS, Novi Sad Affluence : 1 500 Arbitrage : Anders Birch, Dennis Stenrand |
| 16 décembre 2013 17h30 (UTC) | ×3 ×2          | Rapport | ×2               | Centre sportif SPENS, Novi Sad Affluence : 1 500 Arbitrage : Anders Birch, Dennis Stenrand |

| 15 décembre 2013 20h45 (UTC) | Monténégro            | 21-22   | Danemark           | Kombank Arena, Belgrade Affluence : 1 100 Arbitrage : Ignacio Garcia, Andreu Marin Lorente |
| 15 décembre 2013 20h45 (UTC) | Katarina Bulatović, 7 | (12-11) | Louise Burgaard, 6 | Kombank Arena, Belgrade Affluence : 1 100 Arbitrage : Ignacio Garcia, Andreu Marin Lorente |
| 15 décembre 2013 20h45 (UTC) | ×3                    | Rapport | ×3 ×4              | Kombank Arena, Belgrade Affluence : 1 100 Arbitrage : Ignacio Garcia, Andreu Marin Lorente |

| 15 décembre 2013 17h30 (UTC) | Allemagne          | 29-21   | Angola             | Centre sportif SPENS, Novi Sad Affluence : 1 000 Arbitrage : Bojan Lah, David Sok |
| 15 décembre 2013 17h30 (UTC) | Laura Steinbach, 6 | (13-10) | Marcelina Kiala, 8 | Centre sportif SPENS, Novi Sad Affluence : 1 000 Arbitrage : Bojan Lah, David Sok |
| 15 décembre 2013 17h30 (UTC) | ×3 ×2              | Rapport | ×2 ×3              | Centre sportif SPENS, Novi Sad Affluence : 1 000 Arbitrage : Bojan Lah, David Sok |

| 15 décembre 2013 18h00 (UTC) | France        | 27-19   | Japon                       | Kombank Arena, Belgrade Affluence : 510 Arbitrage : Samir Krichen, Samir Makhlouf |
| 15 décembre 2013 18h00 (UTC) | Nina Kanto, 5 | (12-9)  | Shio Fujii, Yuko Arihama, 5 | Kombank Arena, Belgrade Affluence : 510 Arbitrage : Samir Krichen, Samir Makhlouf |
| 15 décembre 2013 18h00 (UTC) | ×4 ×8         | Rapport | ×3 ×7 ×1                    | Kombank Arena, Belgrade Affluence : 510 Arbitrage : Samir Krichen, Samir Makhlouf |

| 15 décembre 2013 20h15 (UTC) | Roumanie           | 29-31   | Pologne         | Centre sportif SPENS, Novi Sad Affluence : 2 000 Arbitrage : Ivan Mosorinski, Aleksandar Pandzic |
| 15 décembre 2013 20h15 (UTC) | Cristina Neagu, 10 | (17-13) | Alina Wojtas, 9 | Centre sportif SPENS, Novi Sad Affluence : 2 000 Arbitrage : Ivan Mosorinski, Aleksandar Pandzic |
| 15 décembre 2013 20h15 (UTC) | ×3 ×1              | Rapport | ×3 ×2           | Centre sportif SPENS, Novi Sad Affluence : 2 000 Arbitrage : Ivan Mosorinski, Aleksandar Pandzic |

| 16 décembre 2013 20h45 (UTC) | Serbie          | 28-27   | Corée du Sud   | Kombank Arena, Belgrade Affluence : 12 000 Arbitrage : Ricardo Luis Fonseca, Duarte Santos |
| 16 décembre 2013 20h45 (UTC) | Andrea Lekić, 8 | (13-12) | Jung Ji-hae, 8 | Kombank Arena, Belgrade Affluence : 12 000 Arbitrage : Ricardo Luis Fonseca, Duarte Santos |
| 16 décembre 2013 20h45 (UTC) | ×4 ×3           | Rapport | ×1 ×3          | Kombank Arena, Belgrade Affluence : 12 000 Arbitrage : Ricardo Luis Fonseca, Duarte Santos |

| 16 décembre 2013 20h15 (UTC) | Norvège                  | 31-21   | Rép. tchèque      | Centre sportif SPENS, Novi Sad Affluence : 1 000 Arbitrage : Carlos Maria Marina, Dario Leonel Minore |
| 16 décembre 2013 20h15 (UTC) | Heidi Løke, Nora Mørk, 5 | (19-10) | Iveta Luzumová, 6 | Centre sportif SPENS, Novi Sad Affluence : 1 000 Arbitrage : Carlos Maria Marina, Dario Leonel Minore |
| 16 décembre 2013 20h15 (UTC) | ×3 ×2                    | Rapport | ×3 ×4             | Centre sportif SPENS, Novi Sad Affluence : 1 000 Arbitrage : Carlos Maria Marina, Dario Leonel Minore |

### Quarts de finale
| 18 décembre 2013 17h30 (UTC) | Brésil                      | 33-31 (ap)     | Hongrie             | Kombank Arena, Belgrade Affluence : 7 500 Arbitrage : Ivan Mosorinski, Alexandar Pandzic |
| 18 décembre 2013 17h30 (UTC) | Alexandra do Nascimento, 10 | (12-11, 26-26) | Zsuzsanna Tomori, 7 | Kombank Arena, Belgrade Affluence : 7 500 Arbitrage : Ivan Mosorinski, Alexandar Pandzic |
| 18 décembre 2013 17h30 (UTC) | Prol. : 3-3, 4-2            |                |                     | Kombank Arena, Belgrade Affluence : 7 500 Arbitrage : Ivan Mosorinski, Alexandar Pandzic |
| 18 décembre 2013 17h30 (UTC) | ×3 ×9 ×1                    | Rapport        | ×1 ×4               | Kombank Arena, Belgrade Affluence : 7 500 Arbitrage : Ivan Mosorinski, Alexandar Pandzic |

| 18 décembre 2013 20h15 (UTC) | Danemark                | 31-28   | Allemagne         | Centre sportif SPENS, Novi Sad Affluence : 2 500 Arbitrage : Charlotte et Julie Bonaventura |
| 18 décembre 2013 20h15 (UTC) | Kristina Kristiansen, 7 | (17-17) | Susann Müller, 12 | Centre sportif SPENS, Novi Sad Affluence : 2 500 Arbitrage : Charlotte et Julie Bonaventura |
| 18 décembre 2013 20h15 (UTC) | ×2 ×1                   | Rapport | ×3                | Centre sportif SPENS, Novi Sad Affluence : 2 500 Arbitrage : Charlotte et Julie Bonaventura |

| 18 décembre 2013 17h30 (UTC) | Pologne                            | 22-21   | France                            | Centre sportif SPENS, Novi Sad Affluence : 1 000 Arbitrage : Anders Birch, Dennis Stenrand |
| 18 décembre 2013 17h30 (UTC) | Karolina Siódmiak, Alina Wojtas, 5 | (11-8)  | Allison Pineau, Siraba Dembélé, 5 | Centre sportif SPENS, Novi Sad Affluence : 1 000 Arbitrage : Anders Birch, Dennis Stenrand |
| 18 décembre 2013 17h30 (UTC) | ×3 ×4                              | Rapport | ×4 ×1                             | Centre sportif SPENS, Novi Sad Affluence : 1 000 Arbitrage : Anders Birch, Dennis Stenrand |

| 18 décembre 2013 20h15 (UTC) | Serbie                               | 28-25   | Norvège       | Kombank Arena, Belgrade Affluence : 16 028 (Record mondial pour un match de handball féminin) Arbitrage : Mindaugas Gatelis, Vaidas Mazeika |
| 18 décembre 2013 20h15 (UTC) | Sanja Damnjanović, Dragana Cvijić, 8 | (15-16) | Heidi Løke, 5 | Kombank Arena, Belgrade Affluence : 16 028 (Record mondial pour un match de handball féminin) Arbitrage : Mindaugas Gatelis, Vaidas Mazeika |
| 18 décembre 2013 20h15 (UTC) | ×4 ×2                                | Rapport | ×3            | Kombank Arena, Belgrade Affluence : 16 028 (Record mondial pour un match de handball féminin) Arbitrage : Mindaugas Gatelis, Vaidas Mazeika |

### Demi-finales
| 20 décembre 2013 18h00 (UTC) | Pologne                    | 18-24   | Serbie          | Kombank Arena, Belgrade Affluence : 18 236 (Record mondial pour un match de handball féminin[réf. nécessaire]) Arbitrage : Charlotte et Julie Bonaventura |
| 20 décembre 2013 18h00 (UTC) | Karolina Szwed-Orneborg, 4 | (6-14)  | Andrea Lekić, 8 | Kombank Arena, Belgrade Affluence : 18 236 (Record mondial pour un match de handball féminin[réf. nécessaire]) Arbitrage : Charlotte et Julie Bonaventura |
| 20 décembre 2013 18h00 (UTC) | ×4 ×2                      | Rapport | ×3              | Kombank Arena, Belgrade Affluence : 18 236 (Record mondial pour un match de handball féminin[réf. nécessaire]) Arbitrage : Charlotte et Julie Bonaventura |

| 20 décembre 2013 20h35 (UTC) | Brésil                     | 27-21   | Danemark      | Kombank Arena, Belgrade Affluence : 7 000 Arbitrage : Bojan Lah, David Sok |
| 20 décembre 2013 20h35 (UTC) | Alexandra do Nascimento, 7 | (14-10) | 4 joueuses, 3 | Kombank Arena, Belgrade Affluence : 7 000 Arbitrage : Bojan Lah, David Sok |
| 20 décembre 2013 20h35 (UTC) | ×3 ×5                      | Rapport | ×3 ×2         | Kombank Arena, Belgrade Affluence : 7 000 Arbitrage : Bojan Lah, David Sok |

### Match pour la troisième place
| 22 décembre 2013 14h30 (UTC) | Danemark                 | 30-26   | Pologne               | Kombank Arena, Belgrade Affluence : 6 500 Arbitrage : Mindaugas Gatelis, Vaidas Mazeika |
| 22 décembre 2013 14h30 (UTC) | Kristina Kristiansen, 10 | (12-15) | Patrycja Kulwinska, 5 | Kombank Arena, Belgrade Affluence : 6 500 Arbitrage : Mindaugas Gatelis, Vaidas Mazeika |
| 22 décembre 2013 14h30 (UTC) | ×2                       | Rapport | ×2                    | Kombank Arena, Belgrade Affluence : 6 500 Arbitrage : Mindaugas Gatelis, Vaidas Mazeika |

### Finale
| 22 décembre 2013 17h15 (UTC) | Brésil                     | 22-20   | Serbie            | Kombank Arena, Belgrade Affluence : 19 467 (Record mondial pour un match de handball féminin) Arbitrage : Ignacio Garcia, Andreu Marin Lorente |
| 22 décembre 2013 17h15 (UTC) | Alexandra do Nascimento, 6 | (13-11) | Dragana Cvijić, 5 | Kombank Arena, Belgrade Affluence : 19 467 (Record mondial pour un match de handball féminin) Arbitrage : Ignacio Garcia, Andreu Marin Lorente |
| 22 décembre 2013 17h15 (UTC) | ×4                         | Rapport | ×4                | Kombank Arena, Belgrade Affluence : 19 467 (Record mondial pour un match de handball féminin) Arbitrage : Ignacio Garcia, Andreu Marin Lorente |

Feuille de match
| Gardiennes:                   |
| - Bárbara Arenhart 7/23       |
| - Mayssa Pessoa 4/8           |
| Joueuses de champ:            |
| - Alexandra do Nascimento 6/9 |
| - Fernanda da Silva 4/6       |
| - Ana Paula Rodrigues 4/9     |
| - Eduarda Amorim 3/7          |
| - Deborah Nunes 2/5           |
| - Deonise Cavaleiro 2/4       |
| - Daniela Piedade 1/1         |
| - Samira Rocha 0/2            |
| - Fabiana Diniz -             |
| - Amanda de Andrade -         |
| - Elaine Gomes -              |
| - Karoline de Souza -         |
| - Mariana Costa -             |
| - Mayara Moura -              |
| Entraîneur :                  |
| - Morten Soubak               |

| Gardiennes:                |
| - Jovana Risović 6/12      |
| - Katarina Tomašević 11/27 |
| Joueuses de champ:         |
| - Dragana Cvijić 5/6       |
| - Andrea Lekić 4/7         |
| - Sanja Damnjanović 4/15   |
| - Jelena Živković 2/3      |
| - Jelena Nišavić 2/3       |
| - Jelena Popović 1/2       |
| - Svetlana Ognjenović 1/2  |
| - Katarina Krpež 1/3       |
| - Biljana Filipović 0/3    |
| - Jelena Erić -            |
| - Sanja Rajović -          |
| - Ivana Milošević -        |
| - Kristina Liščević -      |
| - Marina Dmitrović -       |
| Entraîneur :               |
| - Milan Stanković          |

## Coupe du Président
Cette coupe voit d'une part les cinquièmes des poules s'affronter en demi-finale et finale pour les places de 17 à 20 et, d'autre part, les sixièmes pour les places de 21 à 24.

### Places de17eà20e
|  | Demi-finales de classement | Demi-finales de classement |                         |    | Match pour la 17e place | Match pour la 17e place |
|  | Demi-finales de classement | Demi-finales de classement |                         |    | Match pour la 17e place | Match pour la 17e place |
|  |                            |                            |                         |    |                         |                         |
|  | 15 décembre 2013, à Niš    | 15 décembre 2013, à Niš    |                         |    | 16 décembre 2013, à Niš | 16 décembre 2013, à Niš |
|  | 15 décembre 2013, à Niš    | 15 décembre 2013, à Niš    |                         |    | 16 décembre 2013, à Niš | 16 décembre 2013, à Niš |
|  | RD Congo                   | 22                         |                         |    | 16 décembre 2013, à Niš | 16 décembre 2013, à Niš |
|  | RD Congo                   | 22                         |                         |    | 16 décembre 2013, à Niš | 16 décembre 2013, à Niš |
|  | Chine                      | 23                         |                         |    | 16 décembre 2013, à Niš | 16 décembre 2013, à Niš |
|  | Chine                      | 23                         | Chine                   | 23 |                         |                         |
|  | 15 décembre 2013, à Niš    |                            | Chine                   | 23 |                         |                         |
|  |                            | Tunisie                    | 28                      |    |                         |                         |
|  | Argentine                  | Tunisie                    | 28                      | 21 |                         |                         |
|  | Argentine                  |                            |                         | 21 |                         |                         |
|  | Tunisie                    | 27                         |                         |    |                         |                         |
|  | Tunisie                    | 27                         | Match pour la 19e place |    |                         |                         |
|  |                            |                            |                         |    |                         |                         |
|  | 16 décembre 2013, à Niš    |                            |                         |    |                         |                         |
|  |                            |                            |                         |    |                         |                         |
|  | RD Congo                   | 19                         |                         |    |                         |                         |
|  | RD Congo                   | 19                         |                         |    |                         |                         |
|  | Argentine                  | 31                         |                         |    |                         |                         |
|  | Argentine                  | 31                         |                         |    |                         |                         |

### Places de21eà24e
|  | Demi-finales de classement | Demi-finales de classement |                         |    | Match pour la 21e place | Match pour la 21e place |
|  | Demi-finales de classement | Demi-finales de classement |                         |    | Match pour la 21e place | Match pour la 21e place |
|  |                            |                            |                         |    |                         |                         |
|  | 15 décembre 2013, à Niš    | 15 décembre 2013, à Niš    |                         |    | 16 décembre 2013, à Niš | 16 décembre 2013, à Niš |
|  | 15 décembre 2013, à Niš    | 15 décembre 2013, à Niš    |                         |    | 16 décembre 2013, à Niš | 16 décembre 2013, à Niš |
|  | Rép. dominicaine           | 24                         |                         |    | 16 décembre 2013, à Niš | 16 décembre 2013, à Niš |
|  | Rép. dominicaine           | 24                         |                         |    | 16 décembre 2013, à Niš | 16 décembre 2013, à Niš |
|  | Algérie                    | 29                         |                         |    | 16 décembre 2013, à Niš | 16 décembre 2013, à Niš |
|  | Algérie                    | 29                         | Algérie                 | 19 |                         |                         |
|  | 15 décembre 2013, à Niš    |                            | Algérie                 | 19 |                         |                         |
|  |                            | Paraguay                   | 29                      |    |                         |                         |
|  | Paraguay                   | Paraguay                   | 29                      | 23 |                         |                         |
|  | Paraguay                   |                            |                         | 23 |                         |                         |
|  | Australie                  | 21                         |                         |    |                         |                         |
|  | Australie                  | 21                         | Match pour la 23e place |    |                         |                         |
|  |                            |                            |                         |    |                         |                         |
|  | 16 décembre 2013, à Niš    |                            |                         |    |                         |                         |
|  |                            |                            |                         |    |                         |                         |
|  | Rép. dominicaine           | 27                         |                         |    |                         |                         |
|  | Rép. dominicaine           | 27                         |                         |    |                         |                         |
|  | Australie                  | 26                         |                         |    |                         |                         |
|  | Australie                  | 26                         |                         |    |                         |                         |

## Classement final
Le classement final est :
| Rang                      | Équipe           | J | G | N | P | Bp  | Bc  | Diff |
| ------------------------- | ---------------- | - | - | - | - | --- | --- | ---- |
| Médaille d'or, monde      | Brésil           | 9 | 9 | 0 | 0 | 253 | 197 | +56  |
| Médaille d'argent, monde  | Serbie           | 9 | 7 | 0 | 2 | 240 | 197 | +43  |
| Médaille de bronze, monde | Danemark         | 9 | 6 | 0 | 3 | 250 | 209 | +41  |
| 4e                        | Pologne          | 9 | 5 | 0 | 4 | 238 | 199 | +39  |
|                           |                  |   |   |   |   |     |     |      |
| 5e                        | Norvège          | 7 | 6 | 0 | 1 | 198 | 139 | +59  |
| 6e                        | France           | 7 | 6 | 0 | 1 | 173 | 121 | +52  |
| 7e                        | Allemagne        | 7 | 6 | 0 | 1 | 209 | 168 | +41  |
| 8e                        | Hongrie          | 7 | 4 | 0 | 3 | 202 | 168 | +34  |
|                           |                  |   |   |   |   |     |     |      |
| 9e                        | Espagne          | 6 | 4 | 0 | 2 | 151 | 119 | +32  |
| 10e                       | Roumanie         | 6 | 4 | 0 | 2 | 161 | 127 | +34  |
| 11e                       | Monténégro       | 6 | 4 | 0 | 2 | 156 | 114 | +42  |
| 12e                       | Corée du Sud     | 6 | 3 | 0 | 3 | 185 | 145 | +40  |
| 13e                       | Pays-Bas         | 6 | 2 | 0 | 4 | 170 | 150 | +20  |
| 14e                       | Japon            | 6 | 2 | 0 | 4 | 155 | 158 | -3   |
| 15e                       | Rép. tchèque     | 6 | 2 | 0 | 4 | 165 | 166 | -1   |
| 16e                       | Angola           | 6 | 2 | 0 | 4 | 156 | 152 | +4   |
|                           |                  |   |   |   |   |     |     |      |
| 17e                       | Tunisie          | 7 | 3 | 0 | 4 | 164 | 166 | +2   |
| 18e                       | Chine            | 7 | 2 | 0 | 5 | 178 | 242 | -64  |
| 19e                       | Argentine        | 7 | 2 | 0 | 5 | 154 | 187 | -33  |
| 20e                       | RD Congo         | 7 | 1 | 0 | 6 | 127 | 209 | -82  |
| 21e                       | Paraguay         | 7 | 2 | 0 | 5 | 107 | 205 | -98  |
| 22e                       | Algérie          | 7 | 1 | 0 | 6 | 150 | 220 | -70  |
| 23e                       | Rép. dominicaine | 7 | 1 | 0 | 6 | 143 | 233 | -90  |
| 24e                       | Australie        | 7 | 0 | 0 | 7 | 115 | 215 | -100 |

## Statistiques et récompenses

### Équipe-type
L'équipe-type du tournoi est composée des joueuses suivantes, :
- meilleure joueuse : Eduarda Amorim,  Brésil
- meilleure gardienne de but : Bárbara Arenhart,  Brésil
- meilleure ailière gauche : Maria Fisker,  Danemark
- meilleure arrière gauche : Sanja Damnjanović,  Serbie
- meilleure demi-centre : Anita Görbicz,  Hongrie
- meilleure pivot : Dragana Cvijić,  Serbie
- meilleure arrière droite : Susann Müller,  Allemagne
- meilleure ailière droite : Woo Sun-hee,  Corée du Sud

Pour l'anecdote, c'est la première fois depuis le Championnat du monde 2005 qu'aucune joueuse norvégienne n'est élue dans l'équipe-type d'une compétition internationale (Jeux olympiques, Mondial ou Euro)... compétition où avaient déjà été récompensées Anita Görbicz et Woo Sun-hee.

### Statistiques individuelles
| Rang | Joueuse                 | Équipe    | Buts | Tirs | %    |
| ---- | ----------------------- | --------- | ---- | ---- | ---- |
| 1    | Susann Müller           | Allemagne | 62   | 99   | 63 % |
| 2    | Alexandra do Nascimento | Brésil    | 54   | 81   | 67 % |
| 3    | Anita Görbicz           | Hongrie   | 48   | 71   | 68 % |
| 5    | Sanja Damnjanović       | Serbie    | 46   | 94   | 49 % |
| 5    | Andrea Lekić            | Serbie    | 46   | 78   | 59 % |
| 7    | Kristina Kristiansen    | Danemark  | 45   | 67   | 67 % |
| 8    | Christianne Mwasesa     | RD Congo  | 42   | 85   | 49 % |
| 9    | Ana Paula Rodrigues     | Brésil    | 39   | 75   | 52 % |
| 9    | Alina Wojtas            | Pologne   | 39   | 76   | 51 % |

| Rang | Joueuse            | Équipe       | %    | Arrêts | Tirs |
| ---- | ------------------ | ------------ | ---- | ------ | ---- |
| 1    | Lucie Satrapová    | Rép. tchèque | 58 % | 34     | 59   |
| 2    | Silje Solberg      | Norvège      | 49 % | 49     | 101  |
| 3    | Amandine Leynaud   | France       | 45 % | 57     | 128  |
| 3    | Jovana Risović     | Serbie       | 45 % | 49     | 108  |
| 5    | Bárbara Arenhart   | Brésil       | 42 % | 81     | 195  |
| 5    | Katarina Tomašević | Serbie       | 42 % | 99     | 237  |
| 7    | Katrine Lunde      | Norvège      | 41 % | 60     | 147  |
| 7    | Fadia Omrani       | Tunisie      | 41 % | 37     | 90   |
| 7    | Marina Vukčević    | Monténégro   | 41 % | 47     | 114  |
| 10   | Mayssa Pessoa      | Brésil       | 39 % | 52     | 135  |
| 10   | Paula Ungureanu    | Roumanie     | 39 % | 39     | 100  |

## Effectif des équipes sur le podium

### Champion du monde:Brésil
L'effectif du Brésil, champion du monde, est :
- Fabiana Diniz
- Alexandra do Nascimento
- Samira Rocha
- Daniela Piedade
- Amanda de Andrade
- Fernanda da Silva
- Ana Paula Rodrigues
- Bárbara Arenhart
- Elaine Gomes
- Mayssa Pessoa
- Karoline de Souza
- Eduarda Amorim
- Deborah Nunes
- Mariana Costa
- Mayara Moura
- Deonise Cavaleiro

Sélectionneur
- Morten Soubak

### Vice-champion du monde:Serbie
L'effectif de la Serbie, vice-champion du monde, est :
- Katarina Krpež
- Jelena Popović
- Andrea Lekić
- Jelena Živković (Lavko)
- Sanja Damnjanović
- Jelena Erić
- Jovana Risović
- Sanja Rajović
- Svetlana Ognjenović
- Biljana Filipović
- Katarina Tomašević
- Jelena Nišavić
- Ivana Milošević
- Kristina Liščević
- Dragana Cvijić
- Marina Dmitrović
- Jovana Stoiljković
- Marija Lojpur

Sélectionneur
- Saša Bošković (en)

### Troisième place:Danemark
L'effectif du Danemark, médaillé de bronze, est :
- Jane Schumacher
- Maibritt Kviesgaard
- Susan Thorsgaard
- Maria Fisker
- Anne Mette Hansen
- Camilla Dalby
- Mette Gravholt
- Cecilie Greve
- Marianne Bonde
- Pernille Holmsgaard
- Line Jørgensen
- Rikke Poulsen
- Kristina Kristiansen
- Ann Grete Nørgaard
- Trine Østergaard
- Louise Burgaard
- Stine Jørgensen

Sélectionneur
- Jan Pytlick